# Димитър Пеев
Димитър Александров Пеев е български писател, журналист, публицист, юрист, доктор по наказателно право. Известен като автор на криминални романи и фантастика.

## Биография
Роден е на 7 юли 1919 г. в Пловдив, Царство България. Син е на Александър Пеев.
Завършва Софийския университет „Св. Климент Охридски“ и специализира криминалистика в Москва. През 1958 г. излиза първият му фантастичен роман „Ракетата не отговаря“ (в съавторство). До 1964 г. пише още няколко художествени и научнопопулярни книги с уклон към фантастиката: „Изкуствени спътници и междупланетни полети“, „Човекът извън земята“, „Животът на другите планети“, повестта „Фотонният звездолет“ (1964).
Първият криминален роман на Пеев е „Алиби“, издаден през 1966 г.
Димитър Пеев е основател и пръв главен редактор на списание „Космос“. Дълги години е главен редактор на вестник „Орбита“.
Димитър Пеев умира на 5 ноември 1996 г. в София.